# Walter Buller

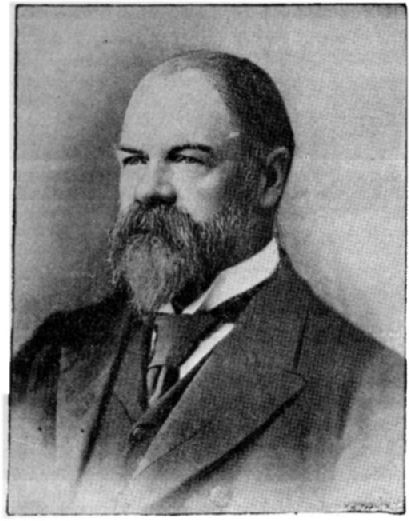
Walter Buller, 1897

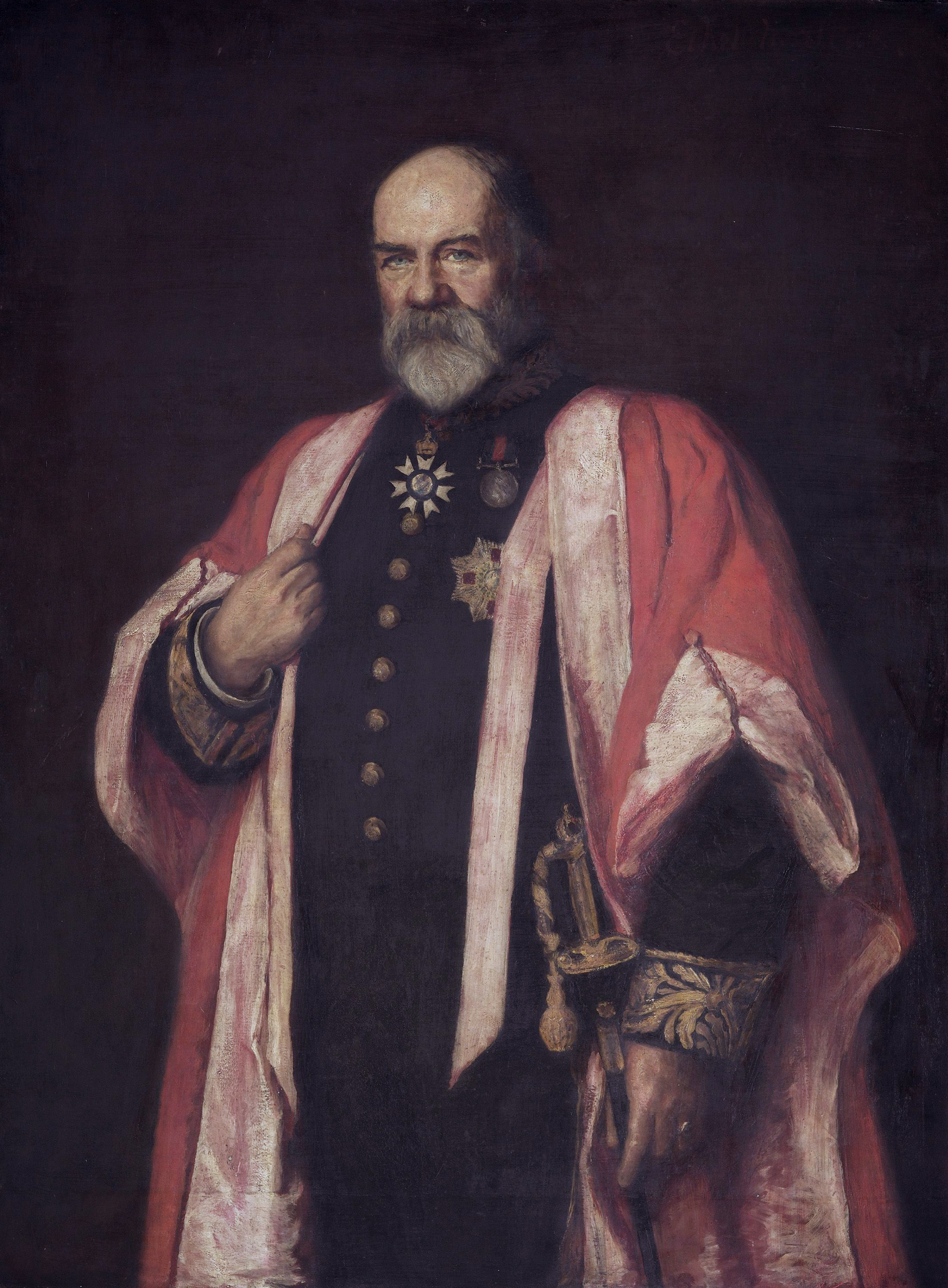
Porträt von Walter Buller (1903), Gemälde von Ethel Mortlock (1878–1928)

Sir Walter Lawry Buller (* 9. Oktober 1838 in Pakanae, Far North District, Neuseeland; † 19. Juli 1906 in Fleet, Hampshire, England) war ein neuseeländischer Anwalt und Ornithologe. Sein 1873 erstmals und 1888 in einer erweiterten Fassung publiziertes Buch A history of the birds of New Zealand wurde ein Standardwerk zur neuseeländischen Vogelwelt.

## Biografie
Walter Buller wurde am 9. Oktober 1838 als zweites von zehn Kindern des aus Cornwall stammenden Missionars Reverend James Buller in der Wesleyanischen Missionsstation Newark in Pakanae am Hokianga Harbour geboren. Bullers Eltern gehörten zum im Mittelstand von Helston in Cornwall, waren aber 1835 nach Australien emigriert, um ihrer wirtschaftlich schwierigen Lage zu entkommen. Nach seiner kurzen Tätigkeit in Pakanae, war Bullers Vater fünfzehn Jahre lang als Missionar in Tangiteroria bei Kaipara tätig und übernahm später kirchliche Ämtern in Wellington, Christchurch, Auckland und Thames.
Walter Buller wuchs in Tangiteroria auf und erhielt seine Schulbildung am Wesley College in Auckland. 1855 zog er mit seinen Eltern nach Wellington, wo er sich mit dem Naturforscher William Swainson befreundete. Da Buller die Sprache der Māori beherrschte, erhielt er eine Anstellung als Übersetzer am Magistratsgerichtshof. Später wechselte er ins Native Department und wurde 1859 zum Native Commissioner für die Südprovinzen ernannt.
1862 heiratete er in Whangārei Charlotte Mair. Aus der Ehe gingen vier Kinder hervor.
1871 reiste er nach England und wurde in den Inner Temple aufgenommen, einer Anwaltskammer in England, und erhielt damit seine Zulassung vor Gericht als Anwalt arbeiten zu können. Drei Jahre später kehrte er nach Wellington zurück und arbeitete dort als Anwalt.
Während seiner Zeit in London veröffentlichte er sein Werk A History of the Birds of New Zealand, mit Illustrationen von John Gerrard Keulemans und Henrik Grönvold. 1882 gab er das Manual of the Birds of New Zealand als preiswertere und damit populäre Alternative heraus. 1905 veröffentlichte er das zweibändige Supplement to the History of the Birds of New Zealand, um das erste Werk auf den neuesten Stand zu bringen.
Buller half die wissenschaftliche Ausstellung Neuseelands auf der Weltausstellung in Paris zu organisieren und wurde vom französischen Präsidenten im November 1889 zum Offizier der Ehrenlegion ernannt.
Er kandidierte mehrfach erfolglos für einen Parlamentssitz: 1876 für den Wahlkreis Manawatu (geschlagen durch Walter Johnston) und 1881 für den Wahlkreis Foxton (wo er Vierter von sechs Kandidaten wurde) und bei den Nachwahlen 1891 für Te Aroha, wo er von William Fraser geschlagen wurde.
Er emigrierte nach England und starb am 19. Juli 1906 in Fleet in der Grafschaft Hampshire.
Der Wellingtoner Schriftsteller Nick Blake schrieb ein Schauspiel über Buller's Leben, Dr Buller's Birds, das 2006 auf dem NZ International Arts Festival uraufgeführt wurde.

## Ehrungen
- 1875 – Commander des Order of St. Michael and St. George
- 1876 – Fellow der Royal Society
- 1886 – Knight Commander des Order of St. Michael and St. George
- 1887 – Galleian Medal der Royal University of Florence
- 1889 – Officier der Ehrenlegion (Frankreich)
- Officier des Ordre des Palmes Académiques (Frankreich)
- Komturkreuz mit Stern des Franz-Joseph-Ordens (Österreich-Ungarn)
- Grand'Ufficiale des Ordens der Krone von Italien[5]

## Nach ihm benannte Vogelarten
- Thalassarche bulleri (Buller-Albatros)
- Ardenna bulleri (Graumantel-Sturmtaucher).[11]
- Larus bulleri (Maorimöwe)

## Werke
- Printed for the Commissioners by Fergusson and Mitchell (Hrsg.): Essay on the Ornithology of New Zealand. Wellington 1865 (englisch).
- On the New Zealand Rat. In: Printed for the Commissioners by Fergusson and Mitchell (Hrsg.): Transaktion of the New Zealand Institute. Volume 3. Wellington 1870, S. 1–4 (englisch, Online [abgerufen am 6. August 2021]).
- A History of the Birds of New Zealand. John van Voorst, London 1973 (englisch, Online – 2. Ausgabe erschien 1887).
- Colonial Museum and Geological Survey Department (Hrsg.): Manual of the Birds of New Zealand. Wellington 1882 (englisch, Online).
- Supplement to the History of the Birds of New Zealand. 1905 (englisch, 2 Bände).